# Bylderup Sogn
Bylderup Sogn er et sogn i Aabenraa Provsti (Haderslev Stift).
Bylderup Sogn hørte til Slogs Herred i Tønder Amt. Bylderup sognekommune blev ved kommunalreformen i 1970 indlemmet i Tinglev Kommune, der ved strukturreformen i 2007 indgik i Aabenraa Kommune.
I Bylderup Sogn ligger Bylderup Kirke.
I sognet findes følgende autoriserede stednavne:
- Bredevad (bebyggelse, ejerlav)
- Bylderup (bebyggelse, ejerlav)
- Bylderup Mark (bebyggelse)
- Duborg (bebyggelse, ejerlav)
- Frestrup (bebyggelse, ejerlav)
- Frestrup Mark (bebyggelse)
- Hajstrup (bebyggelse, ejerlav)
- Heds (bebyggelse, ejerlav)
- Heds Mark (bebyggelse)
- Julianehåb (bebyggelse)
- Karlsvrå (bebyggelse)
- Lendemark (bebyggelse, ejerlav)
- Nystaden (bebyggelse)
- Sottrup (bebyggelse, ejerlav)
- Sottrup Mark (bebyggelse)
- Søllingvrå (bebyggelse)

## Afstemningsresultat
Folkeafstemningen ved Genforeningen i 1920 gav i Bylderup Sogn 348 stemmer for Danmark, 204 for Tyskland. Af vælgerne var 44 tilrejst fra Danmark, 59 fra Tyskland. 